# بیماری‌های مغز و روان
بیماری‌های مغز و روان کتابی از حسین رضاعی است که در سال ۱۳۳۴ منتشر و برندهٔ جایزه کتاب سال سلطنتی شد.